# タンゴ12

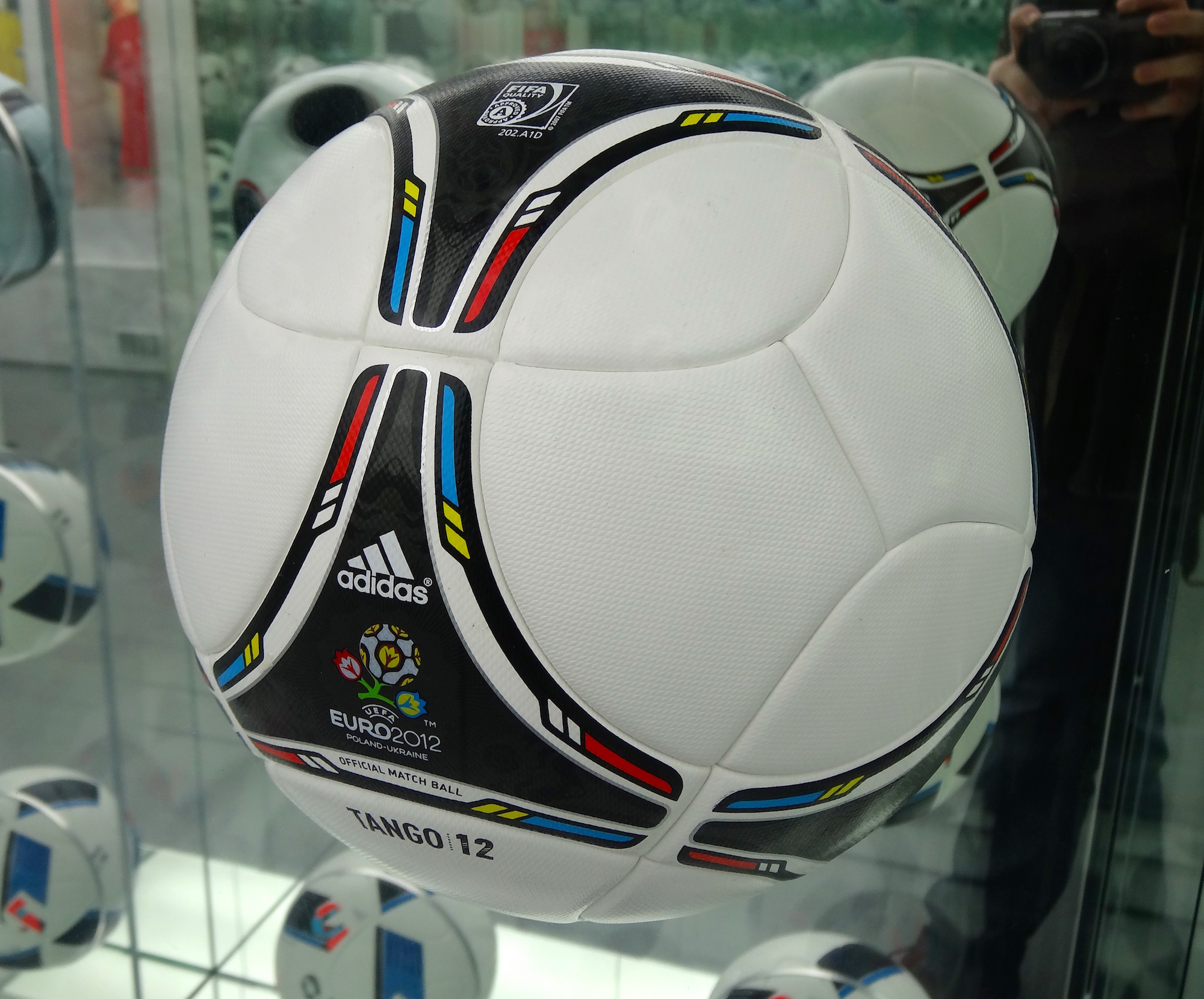
タンゴ12

タンゴ12（TANGO 12）はアディダス社製のサッカーボールであり、FIFAクラブワールドカップ2011および2012年のEUROやJリーグ公式試合球である。

## 概要
ネーミングコンセプトは1978年アルゼンチン大会でボールデザインに革命を起こした「タンゴ(TANGO)」を踏襲。日本で開催されるクラブワールドカップにインスパイアされたデザインで、モチーフは「日出ずる国」である日本を象徴する太陽。色はFIFAのベースカラーであるダークブルーを使用。

## カフサ

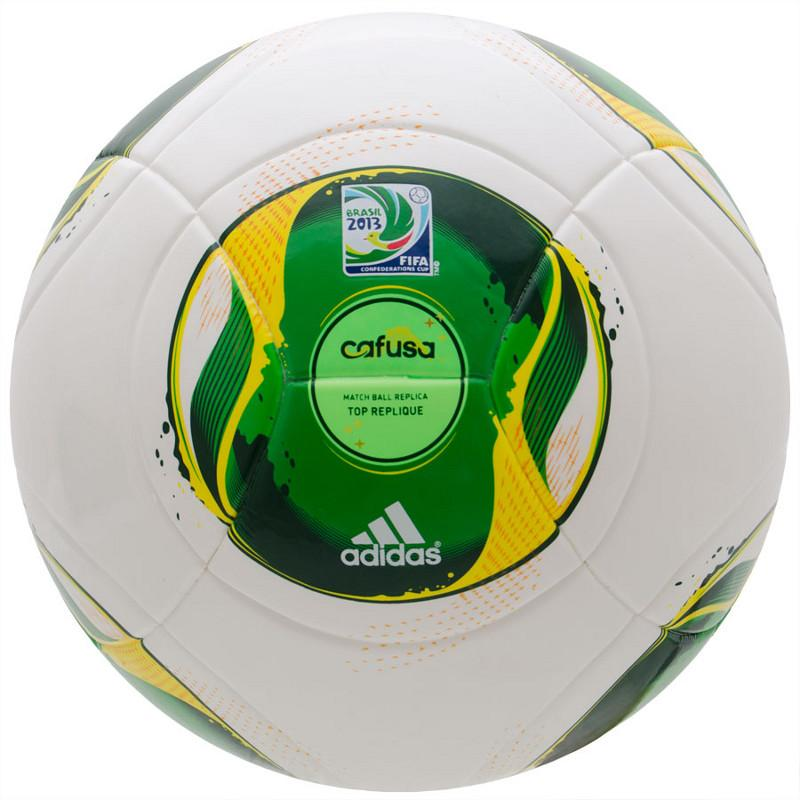
カフサ

カフサ（cafusa）はFIFAコンフェデレーションズカップ2013の為に造られた。デザインは異なるが、タンゴ12と同じ技術と材料を使用していた。組み合わせ抽選会にて元ブラジル主将のカフーより発表された。カフサという名前は「カーナヴァル」（カーニバル）、「フーテボル」（サッカー）、「サンバ」の音節短縮形。2012年のクラブワールドカップや2013年のJリーグでも使用された。

## タンゴ12コトホギ
タンゴ12コトホギ（TANGO 12 KOTOHOGI）は、Jリーグ20周年記念の公式試合球。
『タンゴ12』のデザインをベースに、Jリーグカラーの赤と白を基調とし、スポーツらしさと華やかさを共存させたデザイン。コトホギの名称は、祝賀の意味である「言祝ぎ」を語源とする。
使用期間は2013年5月11日(土) から同年5月29日(水) (J1第11節～13節、ナビスコ杯第6節～7節、J2第14節～16節) 全74試合と定められている。最終日はACLに出場していた4チームの第9節の試合が行われた。また、同年5月11日の浦和-鹿島戦（埼玉）を「Jリーグ20thアニバーサリーマッチ」として開催することを発表。当日は浦和に在籍したロブソン・ポンテと鹿島で活躍したアルシンド・サルトーリがレジェンドプレーヤーとして来場した。